# Cattle Queen Snowshoe Cabin
La Cattle Queen Snowshoe Cabin est une cabane en rondins dans le comté de Flathead, dans le Montana, aux États-Unis. Protégée au sein du parc national de Glacier, elle a été construite dans le style rustique du National Park Service en 1923. Elle est inscrite au Registre national des lieux historiques depuis le 1er juillet 1999.